# Cele șapte aventuri ale lui Sinbad
Cele șapte aventuri ale lui Sinbad (denumire originală: The 7 Adventures of Sinbad, anterior denumit ca The 7 Voyages of Sinbad) este un film din 2010, realizat de studioul The Asylum. Este regizat de Adam Silver și Ben Hayflick, produs de David Michael Latt, David Rimawi și Paul Bales, scenariul a fost scris de Adam Silver și Ben Hayflick. În rolurile principale au fost distribuiți Patrick Muldoon și Bo Svenson. Fiind un mockbuster, acesta încearcă să valorifice producțiile Înfruntarea titanilor și Prințul Persiei: Nisipurile timpului.

## Distribuție
- Patrick Muldoon - Adrian Sinbad
- Sarah Desage - Loa
- Bo Svenson - Simon Magnusson
- Kelly O'Leary - Gemma Hargrove
- Berne Velasquez - Mehrak
- Dylan Jones - Joseph Atash
- Peter Greathouse - Whitaker
- Clifford Garbutt - Abdi the Consul
- Dax - Maxamillion
- Gautam Sabnani - Lincoln
- Horacio Louis Guerrero - Andrews
- Rhondeen Pitts - Mei
- Oliver Mason - Alex Degraves
- Victoria Jefferies - Queen Siren